# Jánosréti mester
A Jánosréti mester (1470–90 között működött) magyarországi középkori festő- és valószínűleg egyben fafaragómester.
Gerevich Tibor illette ezzel az elnevezéssel egykor Jánosréten levő főműve, a Szent Miklós-főoltár után (ma a Magyar Nemzeti Galériában található). Másik két művét is felismerte, a cserényi Szent Márton-oltárt és a garamszentbenedeki Kálvária-oltárt (Magyar Nemzeti Galéria és a Keresztény Múzeum őrzi őket). A három oltár datálása vitatott. A legkorábbi a garamszentbenedeki oltár Kálvária-képe és a predella, 1483-ra datálódik a cserényi oltár. Legérettebb és legjelentősebb művének a jánosréti egykori főoltárat tekintik. Az oltár átmenet a korábbi, csak táblaképeket tartalmazó oltárépítmény és a későbbi, középképek helyett szoboralakokat felvonultató oltártípus között. Szent Miklós hársfa szobra valószínűleg a mester saját kezű alkotása. Az oltár belső szárnyai a szent életéből vett jeleneteket ábrázolnak a Legenda aurea alapján, a külső képek az Olajfák hegye és a Kálvária jeleneteit ábrázolják, erős németalföldi hatásról tanúskodnak. A mester használta Schongauer és ES mester metszeteit. Újabban műhelyét Körmöcbányára teszik, Török Gyöngyi Garamszentbenedeken kereste.